# كلايد فيرنر
كلايد فيرنر (بالإنجليزية: Clyde Werner)‏ هو لاعب كرة قدم أمريكية أمريكي، ولد في 10 ديسمبر 1947 في مونيسينغ في الولايات المتحدة.

## وصلات خارجية
- كلايد فيرنر على موقع مرجع كرة القدم المحترفة.كوم (الإنجليزية)